# Morrisonia
Morrisonia là một loài bướm đêm chi thuộc họ Noctuidae.

## Loài
- Morrisonia confusa - Confused Woodgrain (Hübner, [1831])
- Morrisonia evicta (Grote, 1873)
- Morrisonia latex - Fluid Arches (Guenée, 1852)
- Morrisonia mucens (Hübner, [1831])
- Morrisonia triangula Sullivan & Adam, 2009